# 비에이치엔터테인먼트
BH 엔터테인먼트는 대한민국의 연예 기획사이다.
2007년, 이병헌은 자신만의 매니지먼트를 갖기 위해 자체 기획사인 BH엔터테인먼트를 설립했다. 경리, 마케팅 및 PR 전문가, 국내외 대리인, 현장 매니저 등을 포함하여 총 다섯 명의 직원을 고용했고, 연간 4억∼5억 원의 경상비를 투자했다. 그는 이러한 계산을 하면서 어차피 대형 기획사에 소속되었다면 연간 수입 25억 원 중 20%로서 5억 원을 회사에 주어야 할 것이므로 손해가 없을 것이라고 판단했다.
자체 기획사에서 마련한 중장기 매니지먼트 계획 덕분에 이병헌은 일본에서 싱글 앨범을 발매하게 되었으며, 또한 할리우드 영화 "G.I. Joe"에도 출연하게 되어 내년 8월에 개봉할 예정이다. BH엔터테인먼트는 최근 다른 매니지먼트 회사와 합병하여 약 열 명의 연예인을 관리하고 있다.

## 소속 연예인
- 김은호
- 고수
- 김고은
- 김규빈
- 길은성
- 박보영
- 박성훈
- 박유림
- 박지후
- 박진영 (GOT7)
- 정호연
- 박해수
- 조범규
- 션 리차드
- 안소희
- 우효광
- 유지태
- 이병헌
- 이지아
- 이진욱
- 이희준
- 정우
- 정윤재
- 정채연
- 조복래
- 조혜정
- 주종혁
- 추자현
- 카라타 에리카
- 한가인
- 한지민
- 한지안
- 한효주
- 홍화연
- 금새록
- 장동윤

## 과거 소속 연예인
- 동하
- 이원근
- 임화영
- 심은경
- 배수빈
- 하연수
- 현쥬니
- 장영남
- 한채영
- 송하윤
- 박정우
- 변우석
- 공승연
- 진구
- 김용지